# Ceilán en los Juegos Olímpicos de Helsinki 1952
Ceilán (actualmente Sri Lanka) estuvo representado en los Juegos Olímpicos de Helsinki 1952 por cinco deportistas masculinos que compitieron en cuatro deportes.
El equipo olímpico no obtuvo ninguna medalla en estos Juegos.